# Desfontainia costaricensis
Desfontainia costaricensis är en tvåhjärtbladig växtart som beskrevs av R. E. Woodson. Desfontainia costaricensis ingår i släktet Desfontainia och familjen Columelliaceae. Inga underarter finns listade.